# Spirama viridecinerea
Spirama viridecinerea är en fjärilsart som beskrevs av Embrik Strand 1914. Spirama viridecinerea ingår i släktet Spirama och familjen nattflyn. Inga underarter finns listade i Catalogue of Life.